# Campanya de Pèrsia
La campanya de Pèrsia (o invasió de Pèrsia) va ser una sèrie d'enfrontaments a la regió iraniana de l'Azerbaidjan que van implicar les forces de l'Imperi Otomà contra les de l'Imperi Britànic i l'Imperi Rus, i també van implicar elements de la població persa local, que van començar el desembre de 1914 i van acabar amb l'armistici de Mudros el 30 d'octubre de 1918, com a part del teatre de l'Orient Mitjà de la Primera Guerra Mundial.
En conjunt la guerra va ser una experiència devastadora i humiliant per a Pèrsia i la seva gent. Més de 2.000.000 de civils van morir directament en els combats, el genocidi otomà o la fam de 1917-1919 induïda per la guerra. La incapacitat de la Pèrsia Qajar de mantenir la sobirania del país durant i immediatament després de la guerra va portar al cop d'estat persa dirigit pels britànics de 1921 i a l'establiment de la dinastia Pahlavi per part de Reza I de l'Iran.

## Antecedents
Pèrsia va ser formalment neutral a la Primera Guerra Mundial, però, els civils perses i les forces armades del país es van veure directament afectats per la rivalitat imperialista d'abans de la guerra entre les potències aliades i les potències centrals. Els interessos de poder estranger a Pèrsia es basaven en la ubicació estratègica del país entre l'Índia Britànica, l'Imperi Rus, l'Emirat de Kabul i l'Imperi Otomà i cada cop més durant el segle xix i principis del xx en les importants reserves de petroli del país.
En el Tractat Anglo-Rus de 1907, els governs imperialistes de Rússia i Gran Bretanya van acordar dividir Pèrsia entre ells, amb els russos que van reclamar el nord de Pèrsia, la part adjacent als seus territoris prèviament conquerits a la Transcaucàsia, i els britànics van reclamar el sud que limitava amb l'Índia Britànica. El tractat de 1907 va clausurar diverses dècades del Gran Joc entre russos i britànics. El tractat es va signar en un moment en què l'expansió imperial alemanya a la regió estava en marxa i l'acord va servir tant a Rússia com a Gran Bretanya proporcionant un contrapès per augmentar la influència regional alemanya i una possible expansió futura a la regió.
L'Imperi Alemany va establir la seva Oficina d'Intel·ligència per a l'Orient (Nachrichtenstelle für den Orient) la vigília de la Primera Guerra Mundial, dedicada a promoure i mantenir agitacions subversives i nacionalistes a l'Índia Britànica i als estats satèl·lits perses i egipcis. L'oficina va participar en missions d'intel·ligència i subversives a Pèrsia i Afganistan per desmantellar l'Entente anglo-russa. Les operacions de l'oficina a Pèrsia van ser dirigides per Wilhelm Wassmuss. Els alemanys esperaven alliberar Pèrsia de la influència britànica i russa i crear encara més una falca entre Rússia i els britànics, que eventualment condueixi a una invasió de l'Índia britànica per exèrcits organitzats localment.
L'objectiu estratègic militar de l'Imperi Otomà era tallar l'accés rus als recursos d'hidrocarburs al voltant de la mar Càspia. Alineat amb els alemanys, l'Imperi Otomà va voler minar la influència de l'Entente anglo-russa en aquesta regió, però per una raó ben diferent. El ministre de la Guerra otomà, Enver Paixà, va afirmar que si els russos poguessin ser vençuts a les ciutats clau de Pèrsia, podria obrir el camí cap a l'Azerbaidjan, l'Àsia central i l'Índia. Enver Paixà va imaginar una cooperació ampliada entre aquests estats nacionalistes de nova creació, si s'havien d'eliminar de la influència occidental. Aquest va ser el seu projecte panturanista. La seva posició política es basava en el supòsit que cap de les potències colonials posseïa els recursos per suportar les tensions de la guerra mundial i mantenir el seu domini directe a les seves colònies asiàtiques. Tot i que els moviments nacionalistes arreu del món colonial van provocar trastorns polítics a gairebé totes les colònies d'Àsia durant la Primera Guerra Mundial i el període d'entreguerres, la descolonització a l'escala de les ambicions d'Enver mai es va aconseguir. No obstant això, Enver Paixà va continuar amb la seva ambició després de la partició de l'Imperi Otomà per les potències de l'Entente victoriosa fins a la seva mort el 4 d'agost de 1922.
El 1914, abans de la guerra, el govern britànic havia contractat amb l'Anglo-Persian Oil Company el subministrament de petroli per a la marina. La Anglo-Persian Oil Company estava en el camí proposat del projecte d'Enver: els britànics tenien els drets exclusius per treballar els jaciments de petroli a tot l'Imperi Persa excepte a les províncies d'Azerbaidjan, Gilan, Mazandaran, Astarabad i Khorasan.

## Les forces participants
Les forces perses es van establir al voltant de determinats districtes, en lloc d'una sola força. Cada districte (com les forces estatals) proporcionava batallons i cadascuna de les províncies tenia diversos batallons. Cada districte, depenent de l'agrupació tribal, proporcionava un o de vegades dos batallons generalment sota els seus propis caps. La força dels batallons era de 600 a 800 soldats. Tenien bateries d'artilleria, la força de les quals oscil·lava entre quatre i vuit canons. Les tropes irregulars ascendien a uns 50.000 a cada districte, amb files compostes per genets tribals i un nombre incert de lacais, tots mal armats. No era estrany que els caps, que controlaven els batallons, canviessin de bàndol. Algunes d'aquestes forces eren membres de la tribu Qaixqai, membres de la tribu Tangistani, membres de la tribu Laristani i membres de la tribu Khamseh. El govern central persa també tenia la Gendarmeria del govern central persa, que tenia oficials suecs i constava d'uns 6.000 soldats. Només 2.000 dels 6.000 es van muntar. Estaven en sis regiments, cadascun de nou batallons, i el seu armament incloïa rifles Mauser, dotze metralladores i quatre canons de campanya. Les forces perses es van dispersar a Teheran, Qazvín i Hamadan amb l'objectiu de mantenir sota control persa les principals carreteres del país, que cobrien una distància estimada de 1.500 km.
El 1914, Enver Paixà va ordenar al tinent coronel Kasım Bey, comandant de la 1a Força Expedicionària (11 de desembre) i al tinent coronel Halil Bey, comandant de la 5a Força Expedicionària (25 de desembre): «El vostre deure és moure's. amb la vostra divisió cap a Pèrsia i procediu a través de Tabriz fins al Daguestan, on encendreu una rebel·lió general i rebutjareu els russos de les costes de la mar Càspia».
Les operacions alemanyes van ser realitzades per Wilhelm Wassmuss i el comte Kanitz. Wassmuss, conegut com el «Lawrence alemany», era un funcionari consular alemany a Pèrsia que estimava el desert i portava les túniques fluïdes d'un membre de la tribu del desert. Va persuadir els seus superiors a Constantinoble que podia liderar tribus perses en una revolta contra la Gran Bretanya.

L'any 1914, l'Exèrcit Indi Britànic tenia diverses unitats situades a la zona d'influència sud. Gran Bretanya tenia una àmplia experiència en el tracte amb les forces tribals a causa de l'experiència índia. A finals de 1917, es va establir una força britànica encapçalada pel major general Lionel Dunsterville. Va arribar per prendre el comandament a Bagdad el 18 de gener de 1918. Les tropes britàniques de Dunsterville finalment van ser uns 1.000 soldats. Estaven recolzats per una bateria d'artilleria de campanya, una secció de metralladores, tres vehicles blindats i també dos avions. Juntament amb els hospitals de campanya mòbils, els oficials, el personal de la seu, etc., la força total ha d'haver estat d'uns 1.300 soldats. Dunsterville va rebre l'ordre de «procedir des de Mesopotàmia a través de Pèrsia fins al port d'Anzali, després pujar al vaixell cap a Bakú i seguir avançant». El 1916 els britànics van formar els South Persian Rifles per protegir els seus interessos a Pèrsia.

Forces implicades a la Campanya
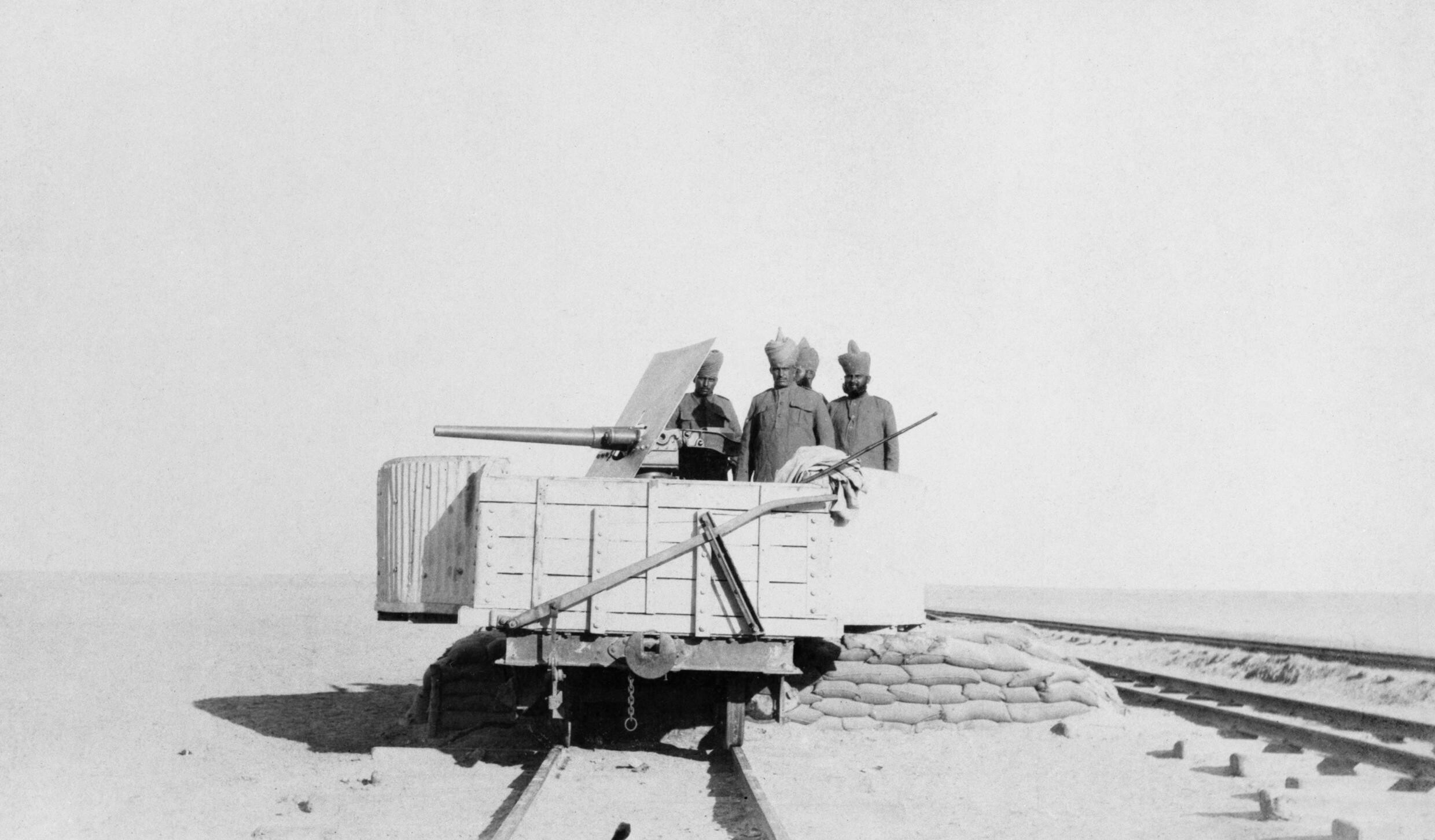
Tropes de l'Exèrcit Indi Britànic
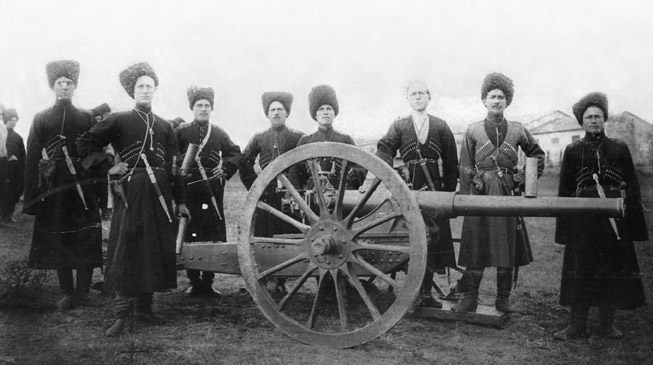
Nikolai Baratov va comandar els cosacs de Terek sota l'Exèrcit Rus del Caucas
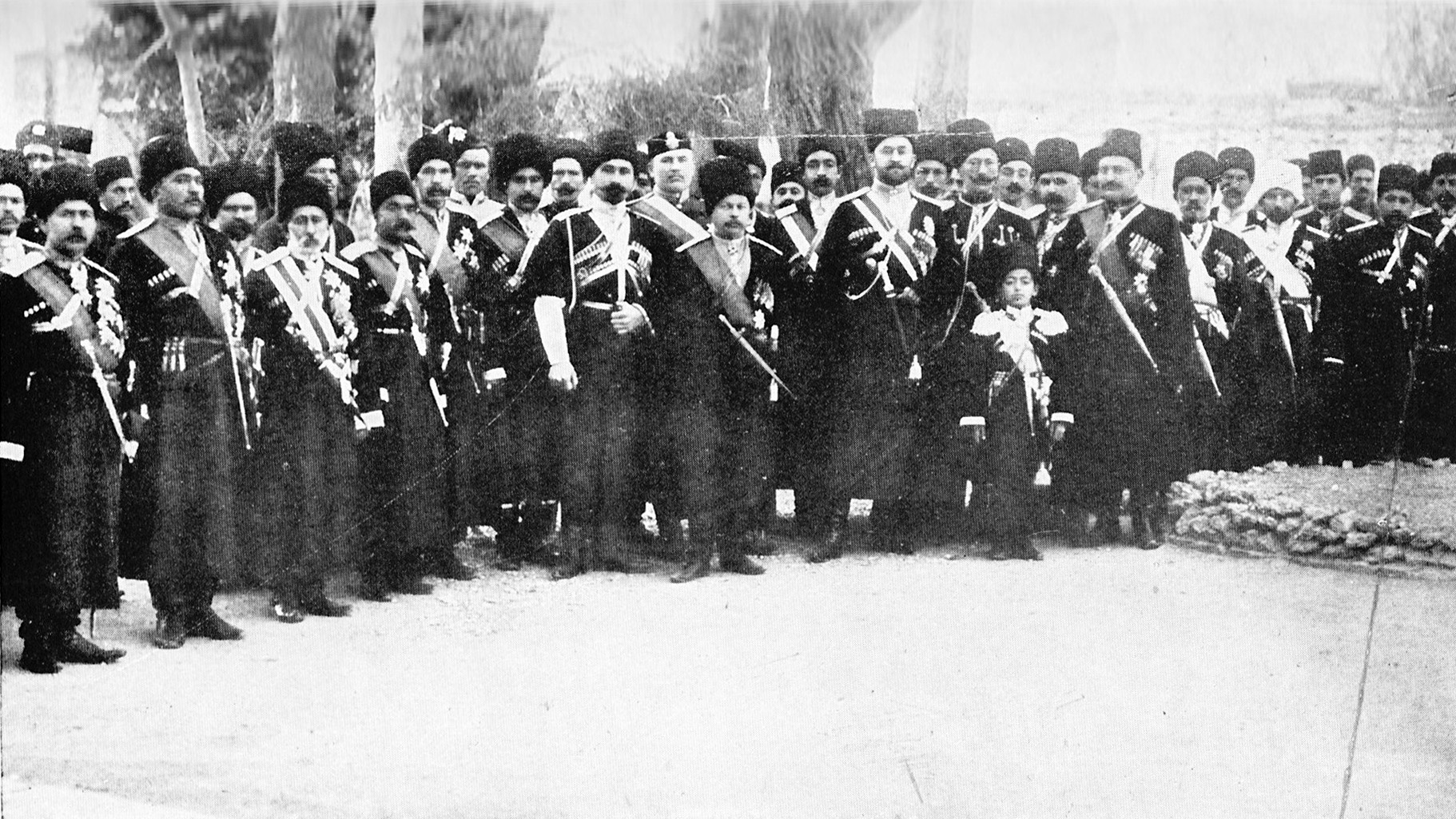
Brigada Cosaca Persa
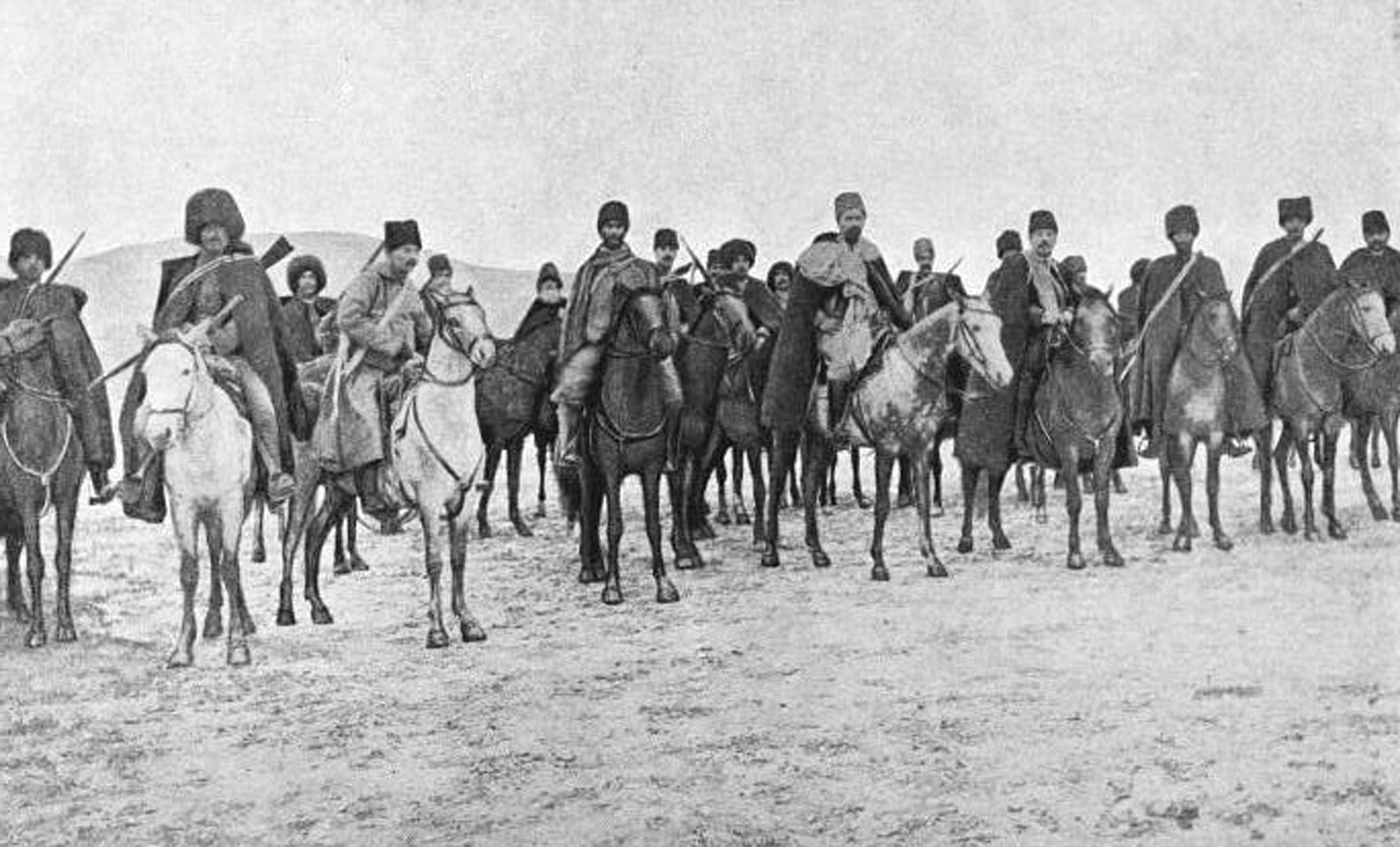
Personal de les unitats de voluntaris armenis, 1914
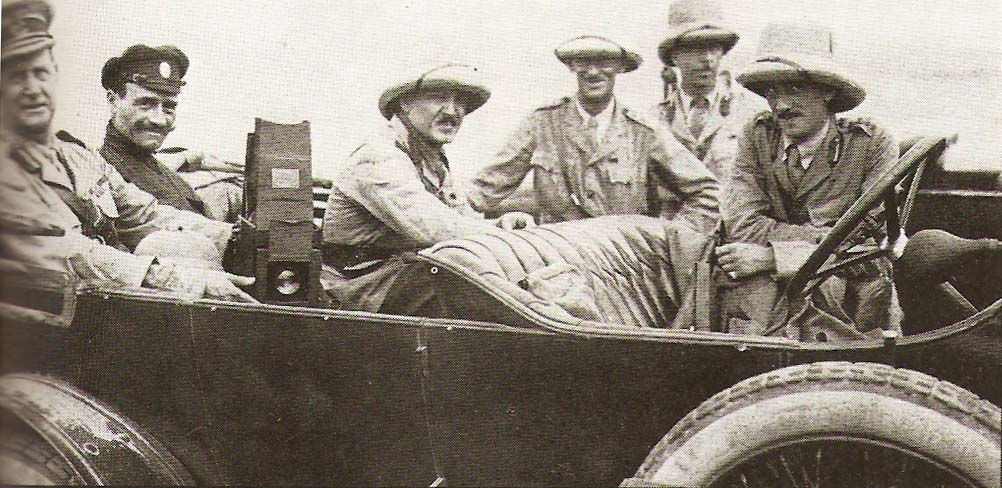
Dunsterville amb el personal de la Dunsterforce

Rússia feia temps que havia establert forces a la regió. La Brigada Cosaca Persa i un petit contingent de l'Exèrcit Rus del Caucas sota el comandament del general armeni Tovmas Nazarbekian hi estaven estacionats. La Brigada Cosaca Persa estava formada per vuit esquadrons, un petit batalló d'infanteria i una bateria de cavalls de sis canons Krupp; la seva força total no superava els 2.000 soldats. A més d'aquesta força, l'any 1912 Rússia va obtenir el consentiment formal del govern persa per a la formació d'una brigada cosaca similar a Tabriz sota la direcció d'oficials russos. El consentiment del govern es va donar com a condició per a la retirada de les tropes russes a l'Azerbaidjan iranià que, a l'inici de la Gran Guerra, Rússia no va fer. Els russos també van traslladar a aquesta regió un destacament d'unitats de voluntaris armenis sota el comandament d'Andranik Ozanian.

## El camp de batalla
Els combats van ser al nord de l'Azerbaidjan iranià, que comprenia les províncies d'Azerbaidjan Oriental, Azerbaidjan Occidental i Ardabil, i ciutats com Tabriz, Urmia, Ardabil, Maragha, Marand, Mahabad i Khoy.

## Operacions militars

### Preludi
El govern persa central va tenir dificultats per establir l'ordre abans de la guerra. En un sol any; els membres de la tribu Qaixqai, els més poderosos del sud de Pèrsia, van desafiar el governador general i van assaltar a Fars, igual que els membres de la tribu dels Boyer Ahmad-i; els membres de la tribu Khamseh van assaltar les rutes de les caravanes a la província de Kerman; i altres tribus atacaven de tant en tant a les províncies de Fars, Yazd i Kermān. La gendarmeria controlada pel govern s'havia establert gradualment, encara que no del tot, i es va enfrontar a una sèrie de membres de la tribu. Les autoritats van construir llocs de vigilància al llarg de les rutes que tenien a l'esclat de la guerra.
Rússia va mantenir forces al nord de Pèrsia. Els russos, per raons de seguretat de la situació dels armenis i assiris cristians a Pèrsia, van ocupar diverses ciutats. Tabriz va ser ocupada el 1909; Urmia i Khoy el 1910. Aquesta mesura va permetre als russos no només controlar Pèrsia, sinó també assegurar la carretera des del seu cap de ferrocarril a Julfa fins a la província de Van de l'Imperi Otomà a través de Khoy.
El 28 de juliol de 1914 va començar la Primera Guerra Mundial. Primer l'Imperi Otomà no va prendre cap acció seriosa. Tanmateix, la seguretat de la regió va començar a disminuir fins i tot abans dels conflictes rus-otomà. Van començar els disturbis a la frontera. Es va fer un atac notable a Urmia, aparentment per part de membres de la tribu kurda. Al mateix temps, els russos van tancar els consolats otomans a Urmia, Tabriz i Khoy, i van expulsar els kurds i altres musulmans sunnites dels pobles propers a Urmia. Al mateix temps es van lliurar armes a alguns dels cristians armenis i assiris. Les autoritats russes van distribuir 24.000 rifles als membres de la tribu kurda que els van fer costat a Pèrsia i a la província de Van. Els conflictes rus-otomans van començar amb l'Ofensiva de Bergmann el 2 de novembre de 1914.

### 1914
El desembre de 1914, el general Myshlaevsky va ordenar la retirada de Pèrsia en el moment màxim de la batalla de Sarighamish. Només una brigada de tropes russes sota el comandament del general armeni Nazarbekoff i un batalló de voluntaris armenis van quedar escampats per Salmas i Urmia. El contacte es limitava a escaramusses a la frontera del nord de Pèrsia. La presència d'unitats de cavalleria russa els va mantenir en silenci. Enver va establir una divisió tropes de reclutes a Constantinoble 25 de desembre. Aquesta unitat va ser donada sota el comandament de Khalil Bey. Mentre les tropes d'Halil Bey es preparaven per a l'operació, un petit grup ja havia creuat la frontera persa. Després de rebutjar una ofensiva russa cap a Van, la Divisió de Gendarmeria de Van (comandada pel major Ferid), una formació paramilitar poc equipada, havia perseguit l'enemic a Pèrsia.
El 14 de desembre de 1914, la Divisió Van Jandarma va ocupar la ciutat de Qotur. Més tard, va continuar cap a Khoy. S'havia de mantenir aquest passatge obert a les unitats de Kasım Bey (5a Força Expedicionària) i Halil Bey (1a Força Expedicionària) que havien de moure's cap a Tabriz des del cap de pont establert a Qotur. Tanmateix, la batalla de Sarighamish va esgotar les forces otomanes i aquestes forces per ser desplegades a Pèrsia eren necessàries en altres llocs. El 10 de gener el 5è Cos Expedicionari, que anava camí de Pèrsia, va ser desviat cap al nord cap al Tercer Exèrcit i aviat va ser seguit pel 1r Cos Expedicionari.

### 1915
L'any 1915, Wilhelm Wassmuss es va reunir amb els caps locals i va distribuir pamflets que incitaven a la revolta. Va ser arrestat per un cap local, però va aconseguir escapar de la custòdia britànica. Esperava incitar una revolta a través de membres proalemanys del govern persa juntament amb la invasió de les tropes otomanes cap a Kermansah i Hamadan.
El 4 de gener de 1915, un destacament de voluntaris dirigit per Omer Naci Bey, enviat a Pèrsia en una missió especial per Talat Paixà, va capturar la ciutat d'Urmia. Una setmana més tard, el «Grup Mossul» comandat per Omer Fevzi Bey va entrar a Tabriz, sense enfrontar-se a massa resistència. Aparentment, agafa el comandament superior rus completament per sorpresa. Tot i que Aram l'anomenava Khalil Bey, Omer Fevzi amb les seves forces (superiors) van capturar la ciutat d'Urmia en poques hores i van marxar cap a Salmast. A finals de 1914, Omer Fevzi, identificat com Khalil, va fer presoners gairebé un miler de russos. Del 26 al 28 de gener de 1915, a la zona de Sufian, el general Chernozubov va tenir un breu combat. Rússia va enviar una força forta que va aconseguir recuperar la ciutat. El 30 de gener, Chernozubov va entrar a Tabriz.
El 3 de febrer de 1915, el general Nazarbekov va llançar una contraofensiva. Aquesta vegada, la Divisió de la Gendarmeria de Van va aconseguir mantenir les seves línies. A principis de març, Nazarbekov va atacar amb una força més forta. Tenia set batallons en total. El 7 de març, la Divisió de Gendarmeria de Van va evacuar Dilman i va començar a retirar-se, arribant a Qotur tres dies després i atrinxerant-s'hi.

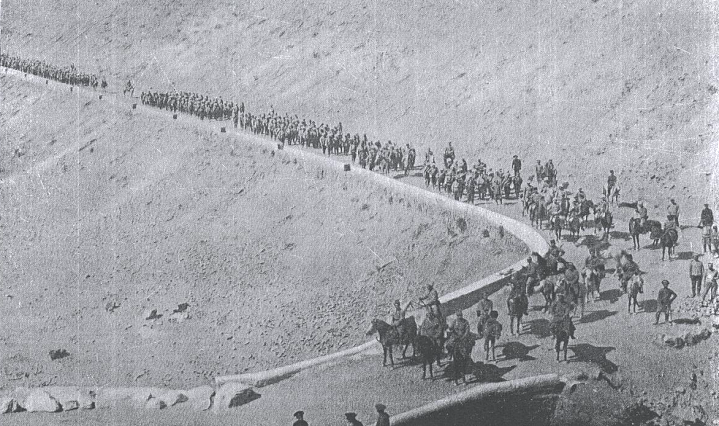
1r Batalló de la unitat de voluntaris armenis sota el comandament d'Andranik

L'abril de 1915, la 1a Força Expedicionària sota el comandament d'Halil Bey es va traslladar cap al nord de Pèrsia. L'objectiu era la ciutat de Dilman, i netejar aquesta regió de les forces de Nazarbekov, la qual cosa proporcionaria un avantatge tàctic important a la campanya del Caucas. Diliman va ser el lloc d'una de les batalles més ferotges entre els armenis i els otomans. El primer batalló de voluntaris armenis, sota el comandament d'Andranik, va rebutjar els atacs de Khalil Bey, fins que va arribar el rus Chernozubov. Les forces russes acabades d'arribar del Caucas, van poder posar en fuga Khalil Bey. Una incursió nocturna mal executada el 14 d'abril va costar a Halil Bey unes 2.000 baixes. Va perdre 3.600 soldats en el transcurs d'aquests tres dies. El general Nazarbekov va aconseguir empènyer els habituals de Halil Paixà cap a Başkale després de la batalla de Diliman (15 d'abril de 1915), assegurant la situació. Halil Bey va rebre el següent telegrama d'Enver Paixà i va abandonar aquest teatre d'operacions: «Van està silenciat. Els camins cap a Bitlis i l'Iraq estan en perill. Per evitar amenaces encara més grans, retireu-vos el més aviat possible i uniu-vos al Tercer Exèrcit que prendre el control d'aquestes passarel·les».
El 8 de maig de 1915, un dels dotze missatgers armenis del setge de Van havia arribat a Pèrsia. Una unitat de voluntaris armenis amb Andranik, juntament amb 1200 homes, i la divisió del comandant Chernoroyal enviada cap al Baixkaleh. El 7 de maig van capturar Baixkaleh. Aquest grup de Pèrsia arriba a la ciutat de Van el 18 de maig. Havien esperat trobar Van encara en estat de setge i es van sorprendre de trobar-lo en mans dels armenis. Quan va arribar la notícia a Yudenich, va enviar una brigada de cosacs de Transbaikal al comandament del general Trukhin. Amb Van segur, la lluita es va desplaçar més cap a l'oest durant la resta de l'estiu.
Durant el juliol de 1915, les forces russes a la campanya del Caucas van tenir una retirada general que una columna russa es va retirar fins a la frontera persa. Aquesta retirada va ser la conseqüència dels esdeveniments de juny de 1915. Yudenich va planejar un atac per limitar els otomans a Muş i Manazkert. Va planejar flanquejar des de Beyazit i l'Azerbaidjan iranià cap a Van. Tanmateix, l'avanç rus cap a la campanya dels Caucas no va durar gaire. Les forces russes van patir reversos. Onze divisions de tropes regulars sota comandament de Khalil Beyva atacar el centre mateix de l'avanç caucàsic rus. En pocs dies, amb la batalla de Manazkert el 16 de juliol, i més tard la batalla de Kara Killisse, l'exèrcit rus es va retirar.
L'agost de 1915, mentre els britànics ocupaven Buixehr, els gendarmes al comandament d'Akhgar es van retirar cap a Burazjan.
El novembre de 1915, el coronel Pessian (comandant de la gendarmeria a Hamedan) va llançar un atac contra la brigada cosaca persa prorussa a la batalla de Musalla. Els seus gendarmes van aconseguir desarmar els cosacs perses i va aconseguir guanyar alguns dels cosacs per unir les seves forces en un discurs patriòtic que els va pronunciar després de la seva derrota. Després d'aquesta victòria, els russos van avançar cap a la Gendermerie persa, a les forces de Robat-i-Karim sota el comandament de Mohammad-Hossein Jahanbani, i a Hamedan-Kermansah les forces de la carretera sota el comandament del coronel Pessian, i Azizollah Zarghami no van poder defensar Hamedan contra l'avanç de l'exèrcit rus del Caucas que era superior en nombres i armes. A Sultanabad, la força de gendarmeria sota el comandament de Masoud Kayhan també va ser derrotada pels russos. Aleshores, els gendarmes es van retirar a Kermansah. El 10 de novembre de 1915, la gendarmeria persa de les potències centrals sota el comandament d'Ali Quli Khan Pasyan derroten les forces tribals pro-britàniques de Khamseh d'Ibrahim Khan Qavam-ul-Mulk i capturen Siraz. Tots els residents britànics de Siraz són arrestats. Els gendarmes també capturen Yazd i Kerman.
A mitjans de novembre de 1915, el general Yudenitch que dirigia la campanya del Caucàs (la més propera al lloc), va enviar dues columnes a l'Azerbaidjan iranià: un, sota el comandament del general Nikolai Baratov, amb l'ordre d'impulsar cap al sud-oest a través de Hamadan fins a Kermanixah, camí de Bagdad; la segona columna va avançar a través de Qom i Kaixan fins a Esfahan. Un destacament de l'exèrcit rus del Caucas va marxar cap a Teheran. El 14 de novembre, els ministres austrohongarès i alemany van abandonar la capital, però Ahmad Xah Qajar no va acceptar deixar enrere el seu poble, i el príncep de Reuss es va comprometre a mantenir punts estratègics amb una força de 6.000 gendarmes perses, al voltant d'uns 3.000 irregulars otomans i els descontents membres de les tribes perses, uns 15.000 en total. A finals de mes, Teheran va ser presa per l'Exèrcit del Caucas Rus i voluntaris armenis.
El desembre de 1915, el xa va ser induït a nomenar un nou gabinet pro-aliat amb el príncep Farman Farma al capdavant. El 15 de desembre de 1915, Hamadan va ser capturat per Nikolai Baratov. La feina de Baratov no va ser difícil perquè no hi havia resistència significativa. Durant els últims dies de 1915, Sir Percy Sykes va assignar una missió amb un rang temporal de general de brigada per establir la força South Persia Rifles utilitzant els membres de les tribus locals que prestarien el seu servei per un preu. La seva missió era contrarestar la forta influència alemanya a la major part del sud de Pèrsia.

### 1916

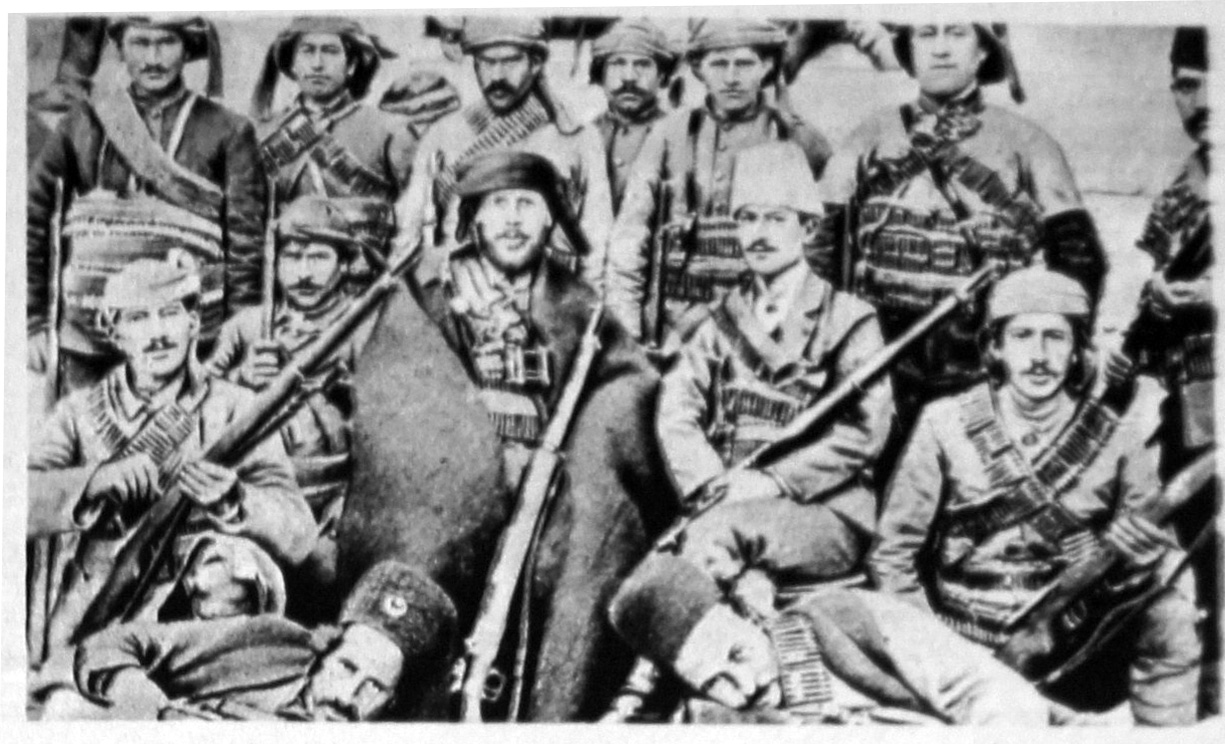
Tropes de l'Exèrcit Otomà a Urmia, 1916

El gener de 1916, Baratov va expulsar els otomans i els membres de les tribus perses i va ocupar Hamedan. El 26 de febrer, les forces de Baratov van capturar Kermanixah. El 12 de març, les forces de Baratov van capturar Kharind. Baratov va arribar a la frontera otomana, a 240 km de Bagdad durant la campanya de Mesopotàmia, a mitjans de maig. S'esperava que aquesta unitat eventualment tingués una unió amb l'exèrcit britànic a Mesopotàmia. De fet, una companyia cosaca de cinc oficials i 110 homes va abandonar la divisió russa de Baratov el 8 de maig, va viatjar cap al sud una distància d'uns 290 km a través del territori de tribus desafectes, travessant diversos passos de muntanya a una altitud de 2.400 m i va arribar al Front britànic al Tigris el 18 de maig.
El 26 de febrer de 1916, els russos van avançar i van derrotar els gendarmes que després es van retirar a Qasr-i-Xirin i van aconseguir mantenir la regió fins al maig de 1916, quan Qasr-i-Xirin va ser capturada pels russos. Aquesta vegada, molts gendarmes van marxar a viure a l'exili a Istanbul, Mossul i Bagdad. A la primavera de 1916, Ibrahim Khan Qavam-ul-Mulk i els seus membres de la tribu Khamseh van derrotar els gendarmes al comandament d'Ali Quli Khan Pesyan i Ghulam Riza Khan Pesyan que es van suïcidar amb un tret. Altres gendarmes, el cònsol alemany Roever i el capità suec Angman van ser detinguts i torturats.
A principis de maig de 1916, a causa de la insistència d'Enver Paixà, els otomans van llançar una segona invasió de Pèrsia. Això va ser realitzat pel XIII Cos format per uns 25.000 soldats; els alemanys es van comprometre a aportar algunes bateries d'artilleria, però aquesta ajuda mai va arribar. El 3 de juny, els russos van atacar la 6a Divisió d'Infanteria en un intent d'encerclar-los a la ciutat de Hankin. No obstant això, estaven massa escampats, i la seva infanteria es va mantenir sota control mentre la seva cavalleria envoltada era aixafada. Les baixes otomanes van ser molt menors en comparació amb les russes: 85 morts, 276 ferits i 68 desapareguts. Això va donar als otomans un temps valuós per reforçar les seves defenses. El 8 de juny van creuar de nou la frontera de Pèrsia.
A finals de maig, Baratov va ser assignat al XIII Cos comandat pel coronel Ali İhsan Bey, que va començar el seu avanç. Mentrestant, al costat rus, Baratov esperava capturar Khanakin i traslladar-se a Bagdad, que podria haver estat presa pels russos ja que els otomans i els britànics estaven ocupats lluitant entre ells. El 3 de juny, va forçar Khanakin una vegada més, però aquesta vegada l'equilibri havia canviat. El XIII Cos Otomà va rebutjar amb èxit les forces de Baratov, i no les va deixar allà; aviat es va llançar la contraofensiva que estava prevista. Ali İhsan Bey va capturar Kermanixah el 2 de juliol i va prendre Hamadan el 10 d'agost. Després d'haver perdut la meitat dels seus homes, Baratov es va veure obligat a retirar-se cap al nord. Baratov es va aturar a la serralada Sultan Bulak. L'agost de 1916, els gendarmes tornen a Kermanixah.
El 12 de juny de 1916, l'avanç britànic al sud de Pèrsia que va ser dut a terme per la columna de Percy Sykes va arribar a Kerman. A partir d'aquest punt, va donar suport a les operacions russes contra l'Imperi Otomà fins al juny de 1917, quan va ser retirat amb el nou govern persa.
El 1916, el general Chernozubov va enviar una exhibició militar russo-assíria a Hakkâri. Els escamots de l'expedició estaven dirigits pel germà del patriarca assiri David; Ismail, Malka de l'Alt Tyari; i Andreus, el Jilu Malik.
El desembre de 1916, Baratov va començar a moure's cap a Qom i Hamadan per netejar les forces perses i les tropes otomanes. Les dues ciutats van caure el mateix mes.
El comte Kaunitz va desaparèixer sense deixar rastre, suïcidant-se o sent víctima de l'assassinat de colpistes desencantats. El cop d'estat prematur va ser aixafat a Teheran quan Ahmad Xah Qajar es va refugiar a l'ambaixada russa, i una força russa important va arribar a Teheran sota el comandament de Baratov després que desembarquessin a Bandar-e Pahlavi el novembre d'aquell any. Els colpistes proalemanys dels Majles van fugir a Kirmanixah i Qom sense lluitar.

### 1917
L'any 1917, el patriarca assiri Mar Binyamin va ser convidat a l'ambaixada russa per Basil Nikitin a Urmia per a les negociacions. Nikitin va assegurar als assiris que després de la guerra tindrien una terra comunitària nacional a Rússia. A la reunió, el Patriarca va estar acompanyat per Agha Petros. La presència dels escamots armats assiris a Urmiya va irritar els perses. Els perses tenien por que els russos tornessin i, units als assiris, proclamessin el seu poder a la ciutat.
El caos provocat per la revolució russa va posar fi a totes les operacions militars russes. El gener de 1917, el gran duc Dimitri Pavlovitx Romanov va ser enviat a unir-se a Baratov. Baratov va establir un quarter general del cos de cavalleria a Qazvín, al nord de Pèrsia. Els mesos següents les forces de Baratov van començar a patir desercions. Baratov amb prou feines tenia un regiment efectiu a la mà el novembre de 1917, ja que molts dels seus cosacs van tornar als seus pobles de Stanisa.
L'abril del 1917, Baratov es va reunir amb un coronel Rowlandson, que era l'enllaç per enllaçar el Cos de Cavalleria caucàsic amb la Dunsterforce britànica. El nou govern va apartar el Gran Duc del seu comandament i va reassignar el general Yudenich a una posició sense sentit a l'Àsia central. Després es va retirar de l'exèrcit. L'exèrcit rus es va desintegrar lentament fins que no hi va haver cap força militar efectiva durant la resta de 1917.
El 16 de desembre, es va signar l'Armistici d'Erzincan (Acord d'alto el foc d'Erzincan) va posar fi oficialment a les hostilitats entre l'Imperi Otomà i el Comitè Especial Transcaucàsic (OZaKom) dels russos. Otomans i alemanys van començar a disputar la possessió de les províncies al llarg de la frontera entre Rússia i l'Imperi Otomà. Enver Paixà creia que Alemanya havia ignorat els interessos otomans quan es van negociar els termes de l'armistici amb Rússia i va passar a ignorar els interessos alemanys, enviant forces armades a la regió. Un nou exèrcit recentment establert, format pel I Cos Caucàsic i el IV Cos, va ser enviat a Pèrsia, sota el comandament de Yakub Şevki Paixà. La tasca d'aquest exèrcit era «Aturar l'avanç britànic a Pèrsia, evitar que ajudessin els bolxevics, cobrir la zona entre el llac Urmia i la mar Càspia i, si calia, unir-se al 6è Exèrcit per a l'operació per capturar Bagdad».
Amb els exèrcits russos es van començar a desintegrar, Van, que es trobava a la zona de guerra de la Campanya del Caucas, va quedar completament aïllada dels aliats. En aquest moment, l'exèrcit britànic no es va moure molt més enllà de Bagdad a la campanya de Mesopotàmia. Els armenis de la Van van intentar resistir-se.

### 1918
Durant 1918, els britànics van convidar els armenis a aguantar i van escollir oficials i sotsoficials els van organitzar sota el comandament de Lionel Dunsterville a Bagdad. Va rebre el nom de Dunsterforce. L'objectiu militar de Dunsterforce era arribar al Caucas través de Pèrsia. Es planejava organitzar un exèrcit per ser reclutat entre els armenis i altres elements pro-aliats que encara existien als Caucas.
El febrer de 1918, el Cos de Cavalleria Caucàsic només estava format per Baratov, el general Lastochkin, el coronel Bicherakov, el coronel baró Meden i uns 1000 cosacs lleials de Kuban i Terek. Baratov i els seus homes van assistir, tot i que el nou govern rus havia signat un acord de pau, mentre que els britànics van romandre a Pèrsia fins després del final de la Primera Guerra Mundial.

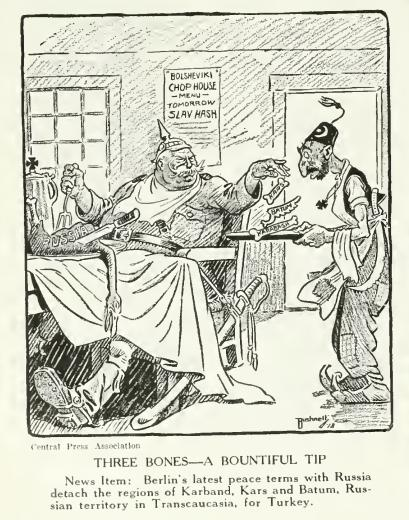
«Tres ossos: una part generosa». Una caricatura política de Bushnell sobre el Tractat de Brest-Litovsk entre Rússia i les Potències Centrals durant la Primera Guerra Mundial

El 3 de març de 1918, el Gran Visir Talat Paixà va signar el Tractat de Brest-Litovsk amb la República Socialista Federativa Soviètica de Rússia (RSFSR). El Tractat de Brest-Litovsk estipulava que les fronteres entre Rússia i l'Imperi Otomà s'havien de tornar a les fronteres anteriors a la guerra i les ciutats Batum, Kars i Ardahan s'havien de transferir a l'Imperi Otomà.
L'abril de 1918, els armenis de la província de Van van ser finalment evacuats i retirats de la regió i es van retirar cap a l'est, cap a l'Azerbaidjan iranià. A principis de 1918, el 3r Exèrcit otomà va passar a l'ofensiva. Els armenis en retirada de Van, units als assiris en defensa, es van posicionar prop de Dilman, però van continuar retirant-se cap al sud a les proximitats del llac Urmia. El 3r Exèrcit no va seguir la força en retirada.
El 8 de juny de 1918, el IV Cos va entrar a Tabriz. Yakub Şevki es va enfrontar a una força de voluntaris armenis de 4.000 homes que venien de Van. Pretenien trencar la línia Şahtahtı-Tabriz i unir-se a les forces d'Ozanian. El 15 de juny, la 12a Divisió del IV Cos va derrotar aquesta unitat armènia en una batalla al nord de Dilman. La ciutat de Dilman va ser capturada el 18 de juny. El 24 de juny, les forces d'Ozanian van aconseguir derrotar les unitats enfrontades i assetjar la ciutat de Khoy. La 12a Divisió va venir al rescat i va rebutjar les forces d'Ozanian. Al mateix temps, la 5a Divisió del IV Cos va haver de retirar-se davant d'una força armènia de 1.500 homes. Al sud, Urmia recau en el IV Cos el 31 de juliol. A finals de juliol, hi havia una presència britànica creixent a Pèrsia i l'avanç del 9è Exèrcit es va aturar.
Durant el juliol de 1918, l'exèrcit britànic va capturar la major part de Mesopotàmia durant la campanya de Mesopotàmia, així com una gran part de l'Azerbaidjan iranià. Es van fer preparatius per a l'establiment d'un gran campament per a refugiats assiris i armenis prop de Baquba, Iraq. Cap a finals de setembre es va decidir reunir quatre batallons d'assiris i armenis refugiats a Baquba seguint la línia d'un batalló d'infanteria indi. El 2n Batalló va ser establert per armenis de Van. El 3r Batalló va ser establert per armenis d'altres regions. El G.O.C. La Força Persa del Nord va decidir ubicar el seu 2n Batalló a Sanandaj. El 3r Batalló es va traslladar a Bijar.
El setembre del 1918, els otomans van consolidar el seu control sobre el nord de Pèrsia, entre Tabriz i les costes meridionals de la mar Càspia. Però van perdre la resta de la regió, que va passar a mans dels britànics. Mantindrien aquest territori fins a l'armistici del 30 d'octubre de 1918, quan l'Imperi Otomà va signar l'armistici de Mudros i van acabar les operacions militars.
El 1918, aproximadament la meitat dels assiris de Pèrsia van morir per massacres otomanes i kurdes i brots relacionats de fam i malalties. Al voltant del 80% del clergat i líders espirituals assiris havien mort, amenaçant la capacitat de la nació de sobreviure com a unitat.

## Conseqüències
Després de la derrota otomana a la Primera Guerra Mundial, aviat va seguir la partició de l'Imperi Otomà. La visió política d'Enver Paixà («Si els russos són colpejats a les ciutats clau de Pèrsia, podrien ser obligats a sortir de la regió») va fracassar quan les tropes russes i Bakhtiari van desembarcar el 1920 i van obligar el Majlis pro-otomans a dissoldre's. El resultat immediat de la campanya va ser l'Acord anglo-persa, que donava els drets de perforació a la Anglo-Persian Oil Company. L'«acord» va ser emès pel secretari d'Afers Exteriors britànic Lord Curzon al govern persa l'agost de 1919. Garantia l'accés britànic als camps petroliers iranians. El 1919, el nord de Pèrsia va ser ocupat pel general britànic William Edmund Ironside per fer complir els termes de l'armistici de Mudros. Gran Bretanya va intentar establir un protectorat a l'Iran. Gran Bretanya també va reforçar el control militar sobre els jaciments petroliers cada cop més lucratius.
A finals de 1920, la República Socialista Soviètica de Raixt es preparava per marxar cap a Teheran amb «una força guerrillera de 1.500 jangalis, armenis, i aquesta vegada kurds i azerbaidjans estaven al seu costat», reforçada per l'Exèrcit Roig Soviètic. Però les forces soviètiques es van retirar el 1921, cosa que va ajudar Gran Bretanya en el seu objectiu d'establir un protectorat. En aquell any, un cop d'estat militar va establir Reza Khan, un oficial persa de la Brigada Cosaca Persa, com a dictador i després xa hereditari de la nova dinastia Pahlavi (1925). Reza Khan va reduir el poder del Majlis, convertint-lo efectivament en un segell de goma. Mentre Reza Khan i la seva brigada cosaca asseguraven Teheran, un enviat persa a Moscou va negociar un tractat amb els bolxevics per a la retirada de les tropes soviètiques de Pèrsia. El cop d'estat de 1921 i l'aparició de Reza Khan van ser assistits pel govern britànic que volia aturar la penetració bolxevic a l'Iran, sobretot per l'amenaça que suposava per a la possessió colonial britànica de l'Índia. Més tard, el govern britànic va afirmar que Gran Bretanya va proporcionar «municions, subministraments i pagament» per a les tropes de Reza. Tanmateix, les posteriors fortes accions antibritàniques de Reza Khan, com ara la lluita i la deposició dels titelles del govern britànic a l'Iran, com el xeic Khazal, contradiuen fortament aquestes afirmacions.